# 塔营子乡
塔营子乡是中国辽宁省阜新市阜新蒙古族自治县下辖的一个乡。

## 行政区划
塔营子乡下辖塔营子村、顺发号村、六家子村、莫古土村、西大巴沟村、下大巴沟村、于家梁村、新华村。